# Сања Голијанин
Сања Голијанин (20. септембар 1979., Сарајево, СР БиХ) је доцент Правног факултета Универзитета у Источном Сарајеву и продекан за наставу на том факултету. 

## Биографија
Дипломирала је на Правном факултету Универзитета у Источном Сарајеву 2003. године. Мастер рад под насловом „Омбудсман“ одбранила је на Правном факултету Универзитета у Београду 2008. године. Докторску дисертацију на тему „Судска контрола аката државне управе“ одбранила је на Правном факултету Универзитета у Крагујевцу 2019. године 
На Правном факултету Универзитета у Источном Сарајеву ради од 2005. године. У звање доцента на ужој научној области Управно право и управа изабрана је у јануару 2020. године. Држи наставу из предмета Управно право – материјални дио и Управно право – процесни дио, те предмета Акти управе и управне процедуре и Судска контрола управе на другом циклусу студија.
Од јуна 2021. године обавља послове продекана за наставу на Правном факултету. Секретар је Катедре за правну теорију и јавно право. Члан је Комитета за жалбе и приговоре Агенције за високо образовање РС.
Била је учесник више научних и стручних скупова у земљи и иностранству. Учествовала је на више научно-истраживачких пројеката. Објавила је преко 20 стручних и научних радова.

## Одабрана библиографија
- Организација државне управе у Босни и Херцеговини de lege lata и de lege ferenda, Зборник радова “Конституционализација Босне и Херцеговине“, Источно Сарајево 2021;

- Реформа управног спора, Правна ријеч бр. 58/2019, Бања Лука 2019;

- Уставносудска контрола управе путем уставне жалбе са освртом на правни систем Босне и Херцеговине, Гласник права, Правни факултет Универзитета у Крагујевцу, бр. 1/2019;

- Недозвољене радње у управном поступку и њихово санкционисање, Зборник радова са међународне конференције Друштвене девијације, Центар модерних знања, Бања Лука 2018;

- Organization of state administration in Bosnia and Herzegovina, Public Law in Bosnia and Herzegovina: Trends and Challenges, The European Public Law Series, Vol. CXV, European Public Law Organization, Athens, 2015;

- Начело ефикасности у управном поступку, Зборник радова „Начела и вриједности правног система – норма и пракса“, Правни факултет Универзитета у Источном Сарајеву, Источно Сарајево, 2012;

- Предмет управног спора у правном систему Босне и Херцеговине, Зборник радова Правног факултета у Нишу, бр. 58/2011;

- Правна заштита грађана у случају „ћутања“ управе, Годишњак Правног факултета у Источном Сарајеву, бр. 1/2011;

- Судска заштита уставних слобода и права повријеђених појединачним актима или радњама, Зборник радова *„Актуелност и значај људских права и слобода“, Правни факултет Универзитета у Источном Сарајеву, Источно Сарајево, 2011;

- Управни спор пуне јурисдикције у законодавству Републике Српске, Зборник радова Правног факултета у Источном Сарајеву, бр. 5/2009;

- Република Српска, Зборник радова „Увод у политички систем Босне и Херцеговине – изабрани аспекти“, Сарајево, 2009;

- Начело обавезности судских пресуда донесених у управном спору, Зборник радова Правног факултета у Источном Сарајеву, бр. 4/2008